# エルネスト・ファネリ
エルネスト・ファネリ（Ernest Fanelli, 1860年6月29日 - 1917年11月24日）は、フランスの作曲家。イタリア人の家系に生まれ、1912年に彼の「交響的絵画 Tableaux Symphoniques」が初演された際に、印象派の起源を巡って議論を巻き起こしたことで最もよく知られている。ジョージ・アンタイルはファネリが「発想力と音楽の因習を打破したという意味で史上最も偉大な人物の1人」であると断言していたが、彼は世に知られぬままとなっている。

## 生涯
ファネリはイタリア、ボローニャからパリに移住してきた家庭に生まれた。彼は1876年から数年にわたってパリ音楽院で学んだが、教授陣に異を唱えたことで退学処分となる。彼が音楽院でアルカンに付いて学んだというのは誤りである。なぜならアルカンは1848年に音楽院の職を辞していたからだ。しかし、彼が当時音楽院でソルフェージュの教授をしていたアルカンの弟のナポレオン（Napoléon）に学んだ可能性はあるだろう。ドリーブの下で音楽の勉強を再開するまで、彼はティンパニ奏者として働いた。ここでも、今度は資金難により学習を完了させることができず、再び打楽器奏者としての仕事に戻った。彼は独学での作曲の勉強を続け、作品を創作し始めるようになる。
1912年にファネリは写譜職人としての職を求めて、ピエルネに自分のしっかりした手書きの見本として作品の草稿を見せた。しかしピエルネはその作品自体に興味をそそられることになる。それはファネリが30年近く前に作曲したと説明する、自作の「交響的絵画 Tableaux Symphoniques」であった。ピエルネはその作品がドビュッシーのその頃の作品を予感させるような、急進的な音楽的革新の証拠となることを見出したのだ。彼は「交響的絵画」の最初の部分である「テーベ Thebes」を編曲、演奏し、音楽雑誌にセンセーションを引き起こした。ピエルネはその後、ファネリの他の作品もいくつか演奏している。ドビュッシー自身もファネリの作品を見て、特別な印象を抱いている。それはファネリが「鋭い音楽的装飾の感性」を持っているというものであるが、同時にそれは「（彼が）そのように極端に細かい書き込みをしなくてはならなくなっている原因」であり、そのせいで「彼は方向性を見失っている」というものであった。
ファネリは、「交響的絵画」を作曲するインスピレーションを与えた小説「ミイラ物語 Le Roman de la Momie」を執筆したテオフィル・ゴーティエの娘のジュディス・ゴーティエの援助を受ける。ゴーティエはその曲の私的な演奏会を後援し、さらに彼が自作の編曲を行うために必要な資金を提供した。「セラフィタ＝セラフィタス Seraphita-Seraphitus」の特別演奏会は彼女が手配したものであった。
ファネリ自身は新たな名声を資金源とすることはできなかった。彼はよく知られるようになる前の1894年に作曲を断念しており、以降創作を再開することもなければ、しようともしなかった。彼は妻と子を支えるために演奏家としての仕事を継続し、数年後にこの世を去った。

## 噂話
「交響的絵画」がラヴェルやドビュッシーに先んじた革新的作品だったため、2人の一方、あるいは両方がその草稿を目にしていたのではないかという憶測がある。ラヴェル自身はこう述べている。「これで彼（ドビュッシー）の着想がどこからきたものか分かった。」ドビュッシーはこうした言われ方に非常に敏感になり、自分がファネリの作品を聞いているように見られないよう腐心したと言われている。エズラ・パウンドはレストランで座ってファネリがピアノで自作を演奏するのを聞いていたとき、ドビュッシーが入店してきたエピソードを思い出している。ドビュッシーはファネリを目にするや否や、すぐに踵を返して出て行ってしまったのである。
ファネリの死後、彼の妻はサティとラヴェル、ドビュッシーが3人とも作曲をする前にファネリ宅を訪れて、未出版の作品を研究して帰ったと主張したようである。この言いがかり的主張はジョージ・アンタイルによって出版されている。アンタイルはコンシュタンティン・フォン・シュテルンベルク（Constantine von Sternberg）からファネリの革新的作品のことを聞き、未亡人の元を訪ねて彼の楽譜を調べたと述べている。アンタイルは次のように記している。
私にはコンシュタンティン・フォン・シュテルンベルクの言うことが、ただ1点においてのみ正しいということをすぐに見抜いた。それはファネリの作品群が"技法においては"まさに「牧神の午後への前奏曲」や「ダフニスとクロエ」"だった"ということである。そしてそれらはドビュッシー、ラヴェル、サティの作品を何年も先取りしていた。"しかし"、ファネリ作品は"最初"であるという長所がありながらも、2人の年少の作曲家の作品群のような才能を感じさせるものではないということも、私にはすぐにわかった（中略）ファネリを蒸留して不滅のものにしたドビュッシーは天才だったのだ！
しかしながら、このような話に異を唱える者もいる。作家で批評家のミシェル・ディミトリー・カルヴォコレッシは「テーブ」の初演を聞いてこう評した。「善意のジャーナリストが言うように、この作品が語法と技法においてその時代において先進的であったと私には言うことはできない。」また彼は、ファネリの「太陽の恐怖 L'effroi du soleil」を指して、おそらく安易な映画音楽を予期させることを含ませつつ、こう記している。「断頭台から切り落とされた首が撥ね、丘をどんどん転がっていったとしても、死刑執行人は無駄に追いかけたりはしないだろう（中略）流れ出る血流が景色一面を覆い尽くしたとしてもである。」

## 作品
ファネリの最も有名な作品である「ローマのミイラに基づく交響的絵画 Tableaux Symphoniques d'apres le Roman de la Momie」は、テオフィル・ゴーティエの「ミイラ物語」を描写した一連の"絵画"中の交響詩の1曲である。最初の部分の「テーベ」はエジプトの首都を象徴するものと思われる。次の部分である「ファラオの宮殿での宴 Fete dans le palais du Pharaon」は王家の祭礼を表現しているが、1913年に演奏されながらも出版はされていない。他の曲も演奏されており、それらは演奏評や感想から知ることができる。
知られているファネリの作品を以下に示す。
- 舞台作品
  - The Two Casques (Les deux tonneaux) (1879), three acts, after Voltaire.
- 管弦楽曲
  - Saint Preux of Clarens (St Preux à Clarens) (1881)
  - Symphonic Poem 'Thebes (nymphs)' (1883)
  - Masquarade (Mascarade) (1889)
  - Rabelaisian Suite (Suite Rabelaisienne) (1889)
  - Carnival (Carnaval) (1890)
  - Symphonic Pictures: Romance of the Mummy' (Tableaux symphoniques 'Le roman de la momie') (1883/1886)
  - Pastoral Impressions (Impressions pastorales) (1890)
  - In the Escorial Palace (Au palais de l'escorial) (1890)
  - Heroic march (Marche héroïque) (1891)
  - Fear of the Sun (L'Effroi du soleil) (undated).
- ピアノ曲と室内楽曲
  - Remembrance of Youthful Days (Souvenirs de jeunesse) (1872–1878)
  - Poetic Recollections (Souvenirs poètiques) (1872–1878)
  - A Night in Sophor (Une nuit chez Sophor) (1891)
  - 32 Songs (32 chansons) (1880–1892)
  - Humoresques (1892–1894)
  - String Quintet 'The Donkey' (quintette à cordes 'L'Aneau') (1894)